# Midnight Gold
«Midnight Gold» (с англ. — «Полуночное золото») — песня в исполнении грузинской рок-группы «Nika Kocharov & Young Georgian Lolitaz», которая представляла Грузию на «Евровидении-2016». Была написана Томасом Г:соном в соавторстве с Котэ Каландадзе, который сочинил текст композиции.
Релиз песни состоялся 3 февраля 2016 года в Грузии.

## Евровидение
15 декабря 2015 года грузинский вещатель GPB объявил, что страну на «Евровидении-2016» в Стокгольме (Швеция) будет представлять рок-группа «Nika Kocharov & Young Georgian Lolitaz». В этот же день было объявлен приём заявок песен на национальный отбор. Для отбора будут отобраны 5 из более 100 заявленных песен для группы. 29 января 2016 года GPB объявил, что отбор состоится 15 февраля 2016 года. Презентация 5 песен состоялась 3 февраля 2016 года в программе «Коммуникатор» на первом национальном канале Грузии. 15 февраля 2016 года состоялся национальный отбор выбора песни, в котором победу одержала «Midnight Gold» (по зрительскому голосованию первое и второе — по голосованию жюри), которую исполняла группа. 11 марта 2016 года состоялась премьера клипа на конкурсную песню.
По результатам жеребьёвки на полуфиналы, которая прошла 25 января 2016 года в Стокгольмской ратуше, Грузия попала во вторую половину второго полуфинала, который состоится 12 мая 2016 года.
Группа выступала под номером 16 во втором полуфинале, по итогам которого, попала в финал, заняв 9 место, набрав в сумме 123 балла. В финале выступали под 23-м номером и заняли лишь 20 место, получив 104 балла.

## Список композиций
| №  | Название        | Длительность |
| -- | --------------- | ------------ |
| 1. | «Midnight Gold» | 3:13         |

## История релиза
| Страна | Дата           | Формат           | Лейбл           |
| ------ | -------------- | ---------------- | --------------- |
| Грузия | 3 февраля 2016 | Digital download | Universal Music |